# Julia Polak
Bà Julia Margaret Polak, DBE FMedSci (26 tháng 6 năm 1939 - 11 tháng 8 năm 2014)  là một nhà bệnh lý học người Anh gốc Argentina. Bà là người đứng đầu Trung tâm Kỹ thuật mô và Y học tái sinh tại Đại học Hoàng gia Luân Đôn, một trung tâm nghiên cứu y học mà cô đã thành lập với Larry Hench, cũng từ Đại học Hoàng gia, để phát triển các tế bào và mô để cấy ghép vào người.

## Cuộc sống cá nhân
Julia Polak được sinh ra ở Buenos Aires, Argentina. Bà được đào tạo tại Đại học Buenos Aires, trước khi chuyển đến London. Bà đã kết hôn với một người bạn học, và có ba đứa con.
Polak qua đời vào ngày 11 tháng 8 năm 2014, ở tuổi 75, do những nguyên nhân không được tiết lộ.

## Nghề nghiệp
Polak là một trong những người sống sót lâu nhất với việc ghép tim và phổi ở Vương quốc Anh. Ca cấy ghép của bà vào năm 1995 khiến cô thay đổi hướng phát triển sự nghiệp từ bệnh lý sang lĩnh vực kỹ thuật mô mới phát triển.
Bà là biên tập viên của tạp chí Tissue Engineering, đồng thời là thành viên của Ủy ban Liên lạc lâm sàng và người dùng tế bào gốc MRC / UK và là cố vấn cho Ủy ban Khoa học và Quốc hội. Bà được công nhận là một trong những nhà nghiên cứu được trích dẫn và có ảnh hưởng nhất trong lĩnh vực của mình.
Công trình của cô được công nhận bởi Hiệp hội Nội tiết, Học viện Bệnh học Quốc tế và Hiệp hội Bệnh học Lâm sàng. Cô đã nhận được tài trợ thông qua Sáng kiến nghiên cứu hợp tác Texas / Vương quốc Anh trong Khoa học sinh học.  